# Nevėžio upės slėnis ties Vadaktėliais - II
Nevėžio upės slėnis ties Vadaktėliais - II este o arie protejată (arie specială de conservare — SAC, sit de importanță comunitară — SCI) din Lituania întinsă pe o suprafață de 32 ha, integral pe uscat.

## Localizare
Centrul sitului Nevėžio upės slėnis ties Vadaktėliais - II este situat la coordonatele 55°38′35″N 24°07′39″E / 55.6431°N 24.1275°E.

## Înființare
Situl Nevėžio upės slėnis ties Vadaktėliais - II a fost declarat sit de importanță comunitară în august 2008 pentru a proteja un număr necunoscut de specii din flora spontană și fauna sălbatică aflate în arealul zonei. Situl a fost protejat și ca arie specială de conservare în august 2020.

## Biodiversitate
Situată în ecoregiunea boreală, aria protejată conține 4 habitate naturale: Pajiști calcaroase din nisipuri xerice, Pajiști uscate seminaturale și facies de acoperire cu tufișuri pe substraturi calcaroase (Festuco-Brometalia) (* situri importante pentru orhidee), Pajiști aluvionare boreale nordice, Fânețe de joasă altitudine (Alopecurus pratensis, Sanguisorba officinalis).
La baza desemnării sitului se află un număr nedeclarat de specii protejate.
Pe lângă speciile protejate, pe teritoriul sitului au mai fost identificate 4 specii de păsări.